# 斯皮特角 (格林尼治島)
62°31′32″S 59°47′18.5″W / 62.52556°S 59.788472°W

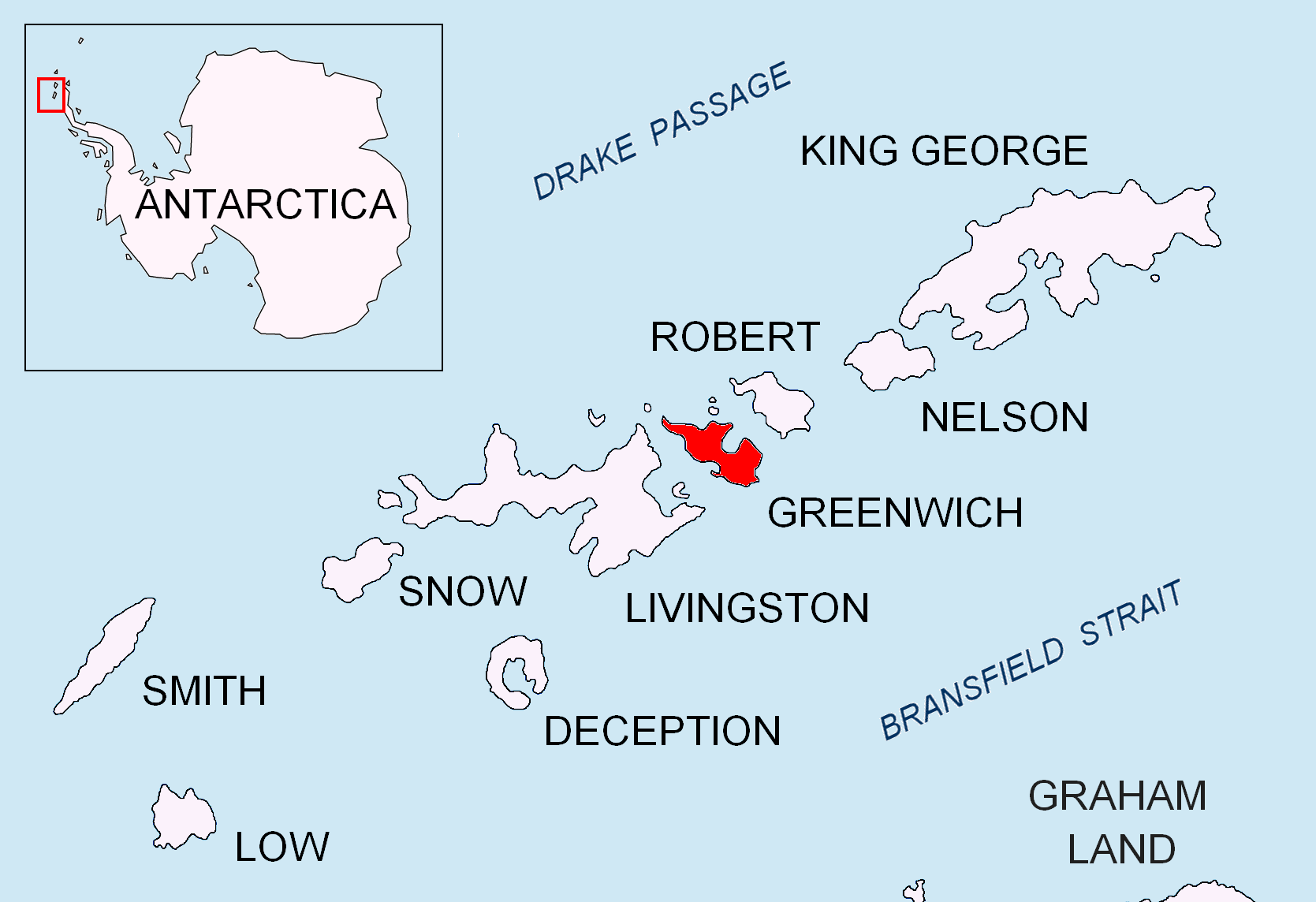

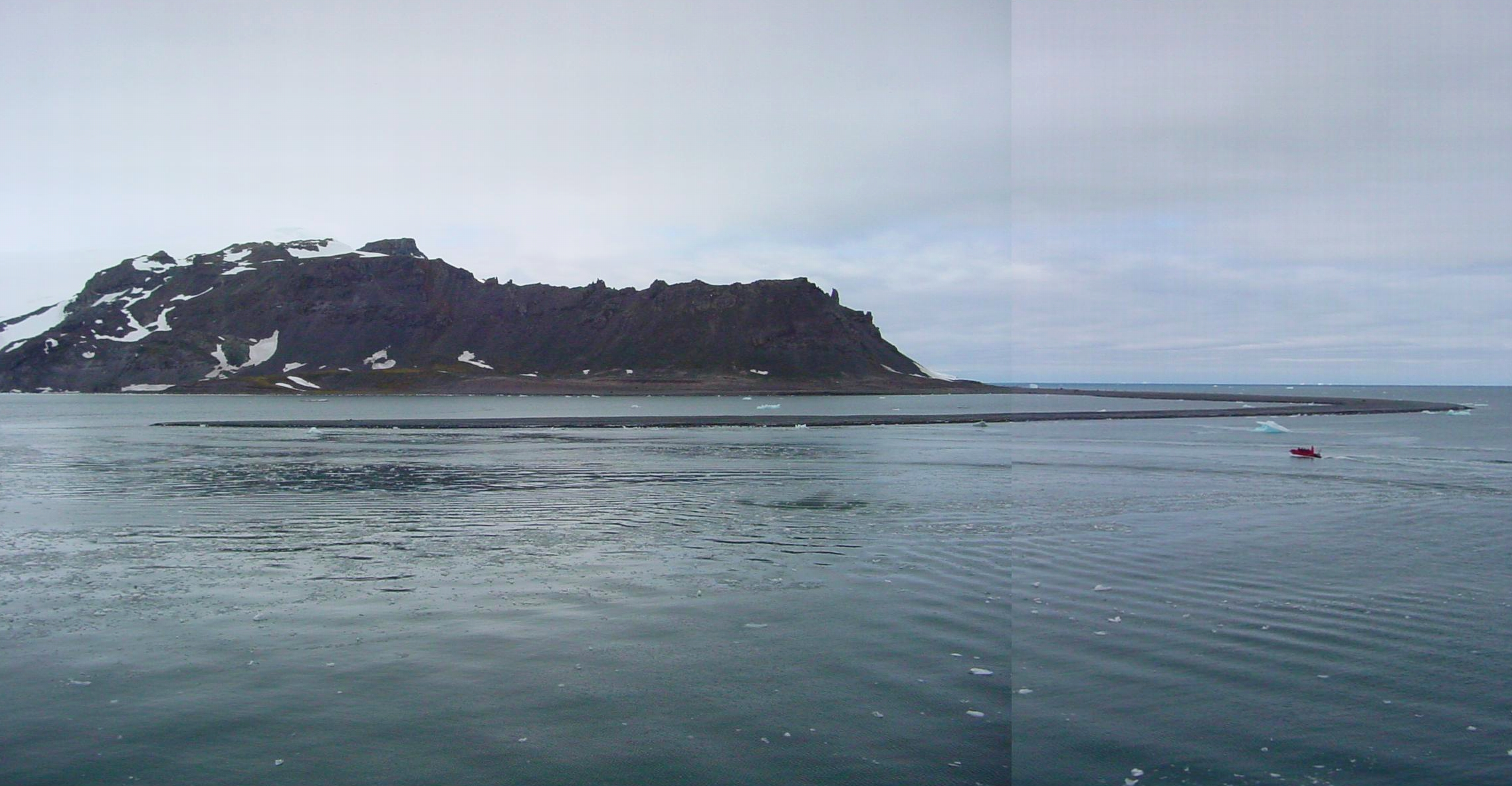

斯皮特角（Spit Point），是南極洲的海岬，位於南設得蘭群島的格林尼治島，處於揚基港入口處南部，在1822年被繪入地圖，現時由南極條約體系管理。